# Pantydia andersoni
Pantydia andersoni är en fjärilsart som beskrevs av Felder 1874. Pantydia andersoni ingår i släktet Pantydia och familjen nattflyn. Inga underarter finns listade i Catalogue of Life.